# Eupithecia pacifica
Eupithecia pacifica là một loài bướm đêm trong họ Geometridae.